# FC東京VIVA Paradise
FC東京VIVA Paradise（エフシーとうきょうビバパラダイス）は、J:COMチャンネル及び系列局、JCNグループ局で放送されていたJリーグ・FC東京の応援・情報番組、およびその後に放送されているスポーツ総合応援・情報番組のコーナー名（後述）。通称は「ビバパラ」。

## 概要

### 単独番組として
J:COM東京が企画・制作し、2002年3月31日より放送開始。月2回の更新で放送を続けており、月毎に「前半号」「後半号」とタイトルが付く。当初は15分番組だったが、後に30分番組へと拡大された。ただし放送時間帯によってはコマーシャル等で調整して25分番組として放送される事もあった。
J:COM東京やジェイコムイーストが運営するケーブル局で放送されていたことから、視聴可能地域は東京都及び隣県の一部に限定されていたが、2012年4月からの「J:COMチャンネル HD」放送地域拡大に伴い、当番組の放送地域も拡大された。
番組内容は試合のダイジェストや選手へのインタビューが主。試合当日の味の素スタジアムでMCが観客にインタビューを行った模様も放送されたこともあったた。
同番組は2021年9月後半号をもって放送を終了し、放送内容は後述する新番組の一部となった。

### 新番組のコーナーとして
2021年10月、従来の『FC東京VIVA Paradise』と、2013年4月から放送を開始していたなでしこリーグ1部所属のスフィーダ世田谷FC応援番組『100%スフィーダ！』が統合し、新番組『頂-ITADAKI-アスリート 東京』が放送を開始した。同番組では従来の両番組の内容が独立したコーナーとして併存することとなり、MC（司会）は『FC東京VIVA Paradise』から引き続き橘ゆりかが務めた。また、番組の放送時間は15分、更新時期は月1回となり、FC東京情報の提供量は大幅に削減されたが、制作局のJ:COM東京に加え、新たに世田谷区や渋谷区などのFC東京ホームタウンエリア、およびそれ以外の神奈川県川崎市や横浜市の一部にまたがる東急電鉄沿線で視聴可能なイッツ・コミュニケーションズ(iTSCOM)でも配信が開始された。なお、2022年12月の『F.C.TOKYO CONNECT』終了を以て2001年から続いていたTOKYO MXでのFC東京応援番組が終了したため、2023年シーズンからは『頂-ITADAKI-アスリート 東京』が唯一のテレビ応援番組となった。そして、2024年1月放送分を以て当番組も終了となった。

## 出演者
リポーター、ナビゲーター
- 美鈴響子 (2003年 - )
- 坂田裕美 (2007年3月 - )
- 廣瀬なおみ (2009年7月 - ) : 当初はサブリポーター[8]。
- 橘ゆりか (2012年3月 - 2021年9月（単独番組終了）、2021年10月（新番組開始時のMC） - 2024年1月)

その他
- バロン山崎 - ナレーション。楽曲「ビバパラダイス」を自身の名義で発売している[9]。
- 祖父江唯 : ジェイコムの別番組「アクセス調布・世田谷」を担当。同番組内のコーナー「東京青赤研究所」が当番組でも放送されていた[10]。
- 津田三七子 : 祖父江と同様。